# Lista de deputados estaduais do Piauí da 6.ª legislatura
Esta é a lista de deputados estaduais do Piauí para a legislatura 1967–1971.

## Composição das bancadas
| Partido | Líder             | Bancada | Posição  |
| ------- | ----------------- | ------- | -------- |
| ARENA   | Humberto Silveira | 34 / 42 | Governo  |
| MDB     | Severo Eulálio    | 8 / 42  | Oposição |

## Deputados estaduais
No quinquênio 1966-1971 o vice-governador João Clímaco d'Almeida presidiu a Assembleia Legislativa sendo vice-presidentes Aluísio Soares Ribeiro (1966-1970) e Djalma Veloso (1970-1971). O placar das bancadas apontava ARENA 34 x 08 MDB, ou seja, o governo detinha mais de 80% das vagas.
| Número | Deputados estaduais eleitos   | Partido | Votação | Percentual | Cidade onde nasceu       | Unidade federativa |
| 11864  | Ribeiro Magalhães             | ARENA   | 5.623   | 2,40%      | Piracuruca               | Piauí              |
| 11939  | Jesus Tajra                   | ARENA   | 5.126   | 2,19%      | Teresina                 | Piauí              |
| 15793  | Severo Eulálio                | MDB     | 4.883   | 2,09%      | Picos                    | Piauí              |
| 11474  | Sebastião Leal                | ARENA   | 4.685   | 2,00%      | Uruçuí                   | Piauí              |
| 11329  | Wilson Parente                | ARENA   | 4.381   | 1,87%      | Cristino Castro          | Piauí              |
| 15694  | Filadelfo de Castro           | MDB     | 4.355   | 1,86%      | Nova Iorque              | Maranhão           |
| 11918  | Humberto Silveira             | ARENA   | 4.145   | 1,77%      | Jaicós                   | Piauí              |
| 11929  | Alfredo Nunes                 | ARENA   | 4.131   | 1,77%      | Regeneração              | Piauí              |
| 11307  | Waldemar Macedo               | ARENA   | 4.080   | 1,74%      | São Raimundo Nonato      | Piauí              |
| 11224  | Djalma Veloso                 | ARENA   | 4.075   | 1,74%      | Valença do Piauí         | Piauí              |
| 11343  | José de Castro                | ARENA   | 3.961   | 1,69%      | São Raimundo Nonato      | Piauí              |
| 11800  | Isaac Carvalho                | ARENA   | 3.957   | 1,69%      | Santo Antônio de Lisboa  | Piauí              |
| 11806  | Antônio Gaioso                | ARENA   | 3.799   | 1,62%      | Teresina                 | Piauí              |
| 11167  | Deusdedit Cavalcanti          | ARENA   | 3.757   | 1,61%      | Paulistana               | Piauí              |
| 11909  | João Lobo                     | ARENA   | 3.750   | 1,60%      | Floriano                 | Piauí              |
| 11468  | Carvalho e Silva              | ARENA   | 3.714   | 1,59%      | Teresina                 | Piauí              |
| 11469  | Afrânio Nunes                 | ARENA   | 3.711   | 1,59%      | Amarante                 | Piauí              |
| 11531  | Wilson Brandão                | ARENA   | 3.655   | 1,56%      | Pedro II                 | Piauí              |
| 11450  | Edson Martins                 | ARENA   | 3.647   | 1,56%      | Bertolínia               | Piauí              |
| 15102  | Edison Ferreira               | MDB     | 3.521   | 1,51%      | São Raimundo Nonato      | Piauí              |
| 11690  | Bona Medeiros                 | ARENA   | 3.504   | 1,50%      | União                    | Piauí              |
| 11615  | Solon Brandão                 | ARENA   | 3.490   | 1,49%      | Pedro II                 | Piauí              |
| 15555  | Nogueira Filho                | MDB     | 3.478   | 1,49%      | Pedro II                 | Piauí              |
| 15444  | José Francisco da Paz         | MDB     | 3.470   | 1,48%      | Marcolândia              | Piauí              |
| 11479  | Roberto Raulino               | ARENA   | 3.446   | 1,47%      | Altos                    | Piauí              |
| 11494  | Caio Damasceno                | ARENA   | 3.418   | 1,46%      | Paulistana               | Piauí              |
| 15237  | Constantino Pereira           | MDB     | 3.349   | 1,43%      | Pedro Laurentino         | Piauí              |
| 11854  | Vaz da Costa                  | ARENA   | 3.260   | 1,39%      | Simões                   | Piauí              |
| 11723  | Nazareno Araújo               | ARENA   | 3.231   | 1,38%      | Floriano                 | Piauí              |
| 11772  | Aluísio Ribeiro               | ARENA   | 3.228   | 1,38%      | Amarante                 | Piauí              |
| 11284  | Wenceslau Sampaio             | ARENA   | 3.129   | 1,34%      | Piracuruca               | Piauí              |
| 11365  | Odilon Freitas                | ARENA   | 3.114   | 1,33%      | José de Freitas          | Piauí              |
| 11492  | José Ferreira de Alencar Mota | ARENA   | 3.105   | 1,33%      | Pio IX                   | Piauí              |
| 15885  | Raimundo Urtiga               | MDB     | 3.073   | 1,31%      | São José da Lagoa Tapada | Paraíba            |
| 11609  | Antônio Monteiro Alves        | ARENA   | 3.020   | 1,29%      | Lagoa de São Francisco   | Piauí              |
| 11824  | Juarez Tapety                 | ARENA   | 2.990   | 1,28%      | Oeiras                   | Piauí              |
| 11454  | José Barbosa                  | ARENA   | 2.942   | 1,26%      | Altos                    | Piauí              |
| 11631  | Pedro Portela                 | ARENA   | 2.941   | 1,26%      | Valença do Piauí         | Piauí              |
| 11521  | Alberto Monteiro              | ARENA   | 2.920   | 1,25%      | Picos                    | Piauí              |
| 11447  | Joaquim Bezerra               | ARENA   | 2.881   | 1,23%      | Lagoa Alegre             | Piauí              |
| 11540  | Raimundo Holanda              | ARENA   | 2.877   | 1,23%      | Nazária                  | Piauí              |
| 15890  | Abdon Nunes                   | MDB     | 2.546   | 1,09%      | Valença do Piauí         | Piauí              |